# C'est si bon (album)
Pour la chanson d'Henri Betti et André Hornez, voir C'est si bon.
Albums de Arielle Dombasle
Amor amor
(2004) Glamour à mort
(2009)
C'est si bon est un album d'Arielle Dombasle sorti en 2006 chez Columbia. Il reprend des standards et reprises de l’Amérique de l’âge d’or des années Broadway.

## Titres
| No  | Titre                                | Paroles                                | Musique                                   | Durée |
| --- | ------------------------------------ | -------------------------------------- | ----------------------------------------- | ----- |
| 1.  | C'est magnifique                     | Cole Porter (en), François Llenas (fr) | Cole Porter                               | 3:03  |
| 2.  | C'est si bon                         | André Hornez (fr), Jerry Seelen (en)   | Henri Betti                               | 2:52  |
| 3.  | Tico-Tico no Fubá                    | Zequinha de Abreu                      | Zequinha de Abreu                         | 2:13  |
| 4.  | Relax-ay-voo                         | Sammy Cahn                             | Arthur Schwartz                           | 2:54  |
| 5.  | Dream a Little Dream of Me           | Gus Kahn                               | Fabian Andre (en) et Wilbur Schwandt (en) | 2:45  |
| 6.  | Cheek to Cheek                       | Irving Berlin                          | Irving Berlin                             | 2:24  |
| 7.  | Que sera, sera                       | Ray Evans                              | Jay Livingston                            | 2:22  |
| 8.  | A Fine Romance (en)                  | Dorothy Fields                         | Jerome Kern                               | 2:55  |
| 9.  | Moi, je m’ennuie                     | Camille François                       | Wal-Berg                                  | 3:44  |
| 10. | Paris in Delight                     | Arielle Dombasle                       | Jean-Pascal Beintus                       | 2:47  |
| 11. | South American Way (en)              | Al Dubin                               | Jimmy McHugh                              | 2:17  |
| 12. | The Boys in the Back Room (en)       | Frank Loesser                          | Friedrich Hollaender                      | 2:16  |
| 13. | Darling, Je Vous Aime Beaucoup (en)  | Anna Sosenko (en)                      | Anna Sosenko (en)                         | 2:51  |
| 14. | Tenias Que Ser Tu (It Had To Be You) | Gus Kahn (en), Arielle Dombasle (sp)   | Isham Jones                               | 2:38  |
| 15. | I'm in the Mood for Love             | Dorothy Fields                         | Jimmy McHugh                              | 2:50  |